# Classe Active
La classe Active est une classe de trois croiseurs éclaireurs (ou scout cruiser en anglais) de la Royal Navy construite avant la Première Guerre mondiale.

## Conception
La classe active, dernière classe de scout cruisers, est quasi équivalente à la précédente classe Blonde, avec toujours un blindage léger.
Le dernier de série, le HMS Fearless bénéficia d'une modification de son armement. Deux canons de 102 mm furent remplacés par un canon anti-aérien supplémentaire de 76 mm.

## Service
Les trois navires furent affectés à l'escadron de Harwich, en mer du Nord.
Le HMS Amphion fut le premier navire perdu en étant coulé par une mine le 6 août 1914.
Les deux autres, devenus obsolètes vers la fin de la guerre, furent vendus à la ferraille en 1920.

## Unités
| Nom          | Chantier          | Lancement       | Service effectif | Fin de service                     | Photo |
| ------------ | ----------------- | --------------- | ---------------- | ---------------------------------- | ----- |
| HMS Active   | Pembroke Dockyard | 14 mars 1911    | décembre 1911    | 21 mai 1920-mis à la ferraille     |       |
| HMS Amphion  | Pembroke Dockyard | 4 décembre 1911 | mars 1913        | 6 août 1914-coulé                  |       |
| HMS Fearless | Pembroke Dockyard | 12 juin 1912    | octobre 1913     | 8 novembre 1921-mis à la ferraille |       |